# 本科瓦茨

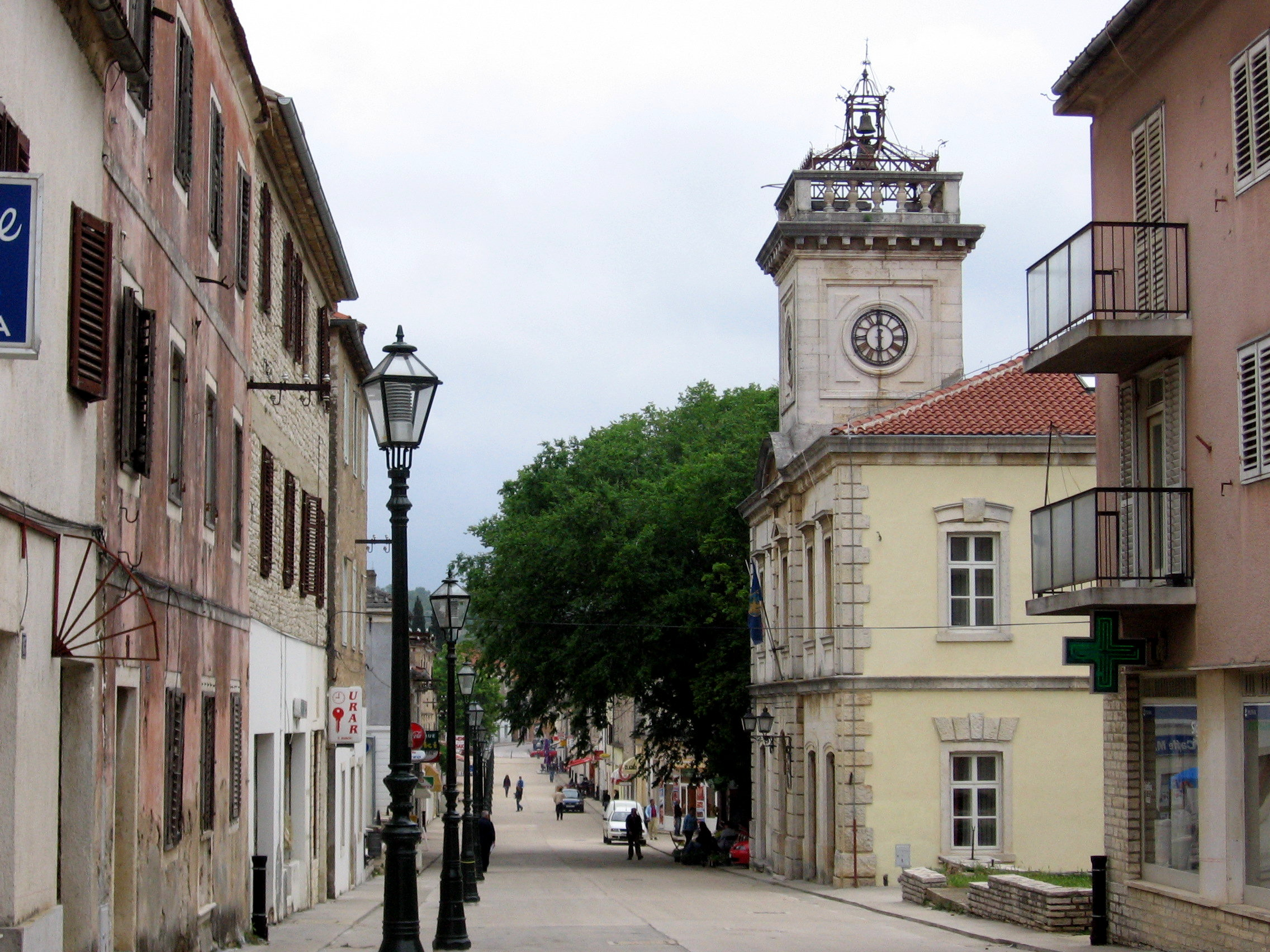

本科瓦茨是克羅地亞的城鎮，位於該國南部，距離首府扎達爾30公里，由扎達爾縣負責管轄，面積514平方公里，主要經濟活動是農業，2001年人口9,786。

## 外部連結
- Historical Monuments of Benkovac （页面存档备份，存于）
- City of Benkovac （页面存档备份，存于）
- 1991年克罗地亚人口列表

44°02′04″N 15°36′46″E / 44.03444°N 15.61278°E